# Gottfrid Dubois
Gottfrid Dubois, född 28 december 1723 i Morkarla, död 4 februari 1790 i Stockholm, var en svensk läkare och provinsialläkare i Stockholm. Han gjorde Carl von Linné sällskap på resorna till Öland och Gotland.